# Élections législatives nord-chypriotes de 2009
Les élections législatives nord-chypriotes de 2009 se sont déroulées le 19 avril 2009, de façon anticipée. La décision de les anticiper de un an a été prise par le parti au pouvoir, le Parti républicain turc.
171 000 Chypriotes du Nord pouvaient voter pour élire leurs 50 députés : parmi ceux-ci, il a été indiqué que sans doute 100 000 étaient des immigrés de Turquie.
Le Parti de l'unité nationale (UBP) a remporté les élections avec 44 % des voix. Le Parti républicain turc (CTP) n'a obtenu que 29 % des voix.
Les positions de l'UBP contre l'unification signifient que les résultats risquent d'affecter le processus en cours, appuyé par les Nations unies et visant à la réunification de l'île. Néanmoins, l'UBP a indiqué après cette victoire électorale qu'il voulait que les pourparlers continuent.

## Résultats complets
| Élections législatives - Kuzey Kıbrıs parlamento seçimleri, 19 avril 2009 Chypre du Nord | Élections législatives - Kuzey Kıbrıs parlamento seçimleri, 19 avril 2009 Chypre du Nord | Élections législatives - Kuzey Kıbrıs parlamento seçimleri, 19 avril 2009 Chypre du Nord | Élections législatives - Kuzey Kıbrıs parlamento seçimleri, 19 avril 2009 Chypre du Nord |
| Partis                                                                                   |                                                                                          | %                                                                                        | Députés                                                                                  |
| ---------------------------------------------------------------------------------------- | ---------------------------------------------------------------------------------------- | ---------------------------------------------------------------------------------------- | ---------------------------------------------------------------------------------------- |
| Ulusal Birlik Partisi                                                                    |                                                                                          | 44,05                                                                                    | 26                                                                                       |
| Cumhuriyetçi Türk Partisi                                                                |                                                                                          | 29,23                                                                                    | 15                                                                                       |
| Demokrat Parti                                                                           |                                                                                          | 10,66                                                                                    | 5                                                                                        |
| Toplumcu Demokrasi Partisi                                                               |                                                                                          | 6,87                                                                                     | 2                                                                                        |
| Özgürlük ve Reform Partisi                                                               |                                                                                          | 6,23                                                                                     | 2                                                                                        |
| Birleşik Kıbrıs Partisi                                                                  |                                                                                          | 2,42                                                                                     | -                                                                                        |
| Halk İçin Siyaset                                                                        |                                                                                          | 0,50                                                                                     | -                                                                                        |
| Toplam (katılım oranı 81,42 %)                                                           | 161.373                                                                                  | 100                                                                                      | 50                                                                                       |
| Kaynak: Volkan Gazetesi, Star Kıbrıs ve Kıbrıs Postası.                                  |                                                                                          |                                                                                          |                                                                                          |